# E-réputation
 (mai 2020).
Si vous disposez d'ouvrages ou d'articles de référence ou si vous connaissez des sites web de qualité traitant du thème abordé ici, merci de compléter l'article en donnant les références utiles à sa vérifiabilité et en les liant à la section « Notes et références ».
L'e-réputation, parfois appelée web-réputation, cyber-réputation, réputation numérique, sur le Web, sur Internet ou en ligne, est la réputation, l’opinion commune (informations, avis, échanges, commentaires, rumeurs…) sur le Web d'une entité (marque), personne morale (entreprise) ou physique (particulier), réelle (représentée par un nom ou un pseudonyme) ou imaginaire. Elle correspond à l’identité de cette marque ou de cette personne associée à la perception que les internautes s'en font.
Cette notoriété numérique, qui peut constituer un facteur de différenciation et présenter un avantage concurrentiel dans le cas des marques, se façonne par la mise en place d'éléments positifs et la surveillance des éléments négatifs. L'e-réputation peut aussi désigner sa gestion, via une stratégie globale et grâce à des outils spécifiques (activité à l’origine de nouveaux métiers) pour la pérennité de l’identité numérique. L'objectif de la gestion de l'e-réputation est d'assurer la cohérence entre les stratégies développées par une organisation et les opinions et usages qu'ont les internautes de cette organisation. Elle permet ainsi de guider les différentes stratégies marketing, de veille et de communication.

## Historique
Le terme e-réputation est apparu en 2000 dans l'une des nombreuses études suisses-allemandes et américaines consacrées aux relations entre réputation du vendeur et performances des ventes sur les sites d'enchères en ligne. En 2001, le terme e-réputation apparaît plus franchement sur un article titré « E-réputation et le management des marques ». La même année, Susan Block-Lieb, professeur de droit, s'intéresse à la construction de la confiance en matière de commerce électronique dans un article titré « E-Réputation: Building Trust in Electronic Commerce ».
Progressivement, apparaissent des outils de gestion de l'e-réputation : eBay imagine le concept de la réputation du vendeur en demandant à l’acheteur de le « noter ». Amazon crée « l’avis du lecteur » avec des notes et des commentaires pour les livres. Actuellement, ce genre de « notation » est en place sur beaucoup de produits : produits électroniques (téléphone, ordinateur), produits culturels (films, livres), produits de l’économie participative (covoiturage, location de biens immobiliers) et les services (médecin, coiffeur),,.
La réputation en ligne se joue sur différents terrains dont les avis en ligne, les réseaux sociaux, l'actualité en ligne mais aussi Wikipédia : en juin 2020, de nombreuses agences e-réputation ont été épinglées pour avoir modifié des passages relatifs à leurs clients dans un sens plus favorable.

## E-réputation et confiance en ligne
Selon le sociologue Antonio Casilli, la confiance numérique dépend principalement du niveau de sociabilité des acteurs concernés,,. Un utilisateur fera confiance à un service en ligne dont le nombre d’utilisateurs est élevé et d’autant plus que les avis et les discussions sont réactives et cohérentes. Il en va de même pour un particulier, en qui on fera d’autant plus confiance que sa connectivité est forte au sein du réseau social. Cette connectivité aura pour valeur d’autorité en cas de conflit par rapport à un individu isolé dans un réseau social.
Parmi les vecteurs d'une e-réputation favorable, la transparence et la dimension éthique ressortent davantage au fil du temps, portées par les retours d'expérience des internautes. Il apparaît ainsi que les entreprises ayant le mieux résisté à la crise sanitaire et économique liée à la séquence de confinement de 2020 en France étaient des entreprises éthiques.
De manière moins évidente, la confiance est plus déterminée par le niveau de sociabilité que par d’autres facteurs tels que le niveau de sécurité des transactions ou le cryptage des données[réf. nécessaire]. Par exemple, un utilisateur d’un média social partagera des données personnelles facilement sans se soucier des privilèges d’accès, et de leur utilisation par ce média social. De manière plus générale, on peut faire le lien avec le phénomène de « thick trust », qui témoigne de l’aspect irénique d’internet dans l’imaginaire collectif[réf. nécessaire].

## Dimensions juridiques
Au niveau international, l'article 12 de la déclaration universelle des droits de l'homme de 1948 prévoit une protection de la réputation transposable à la cyber-réputation : « Nul ne sera l'objet d'immixtions arbitraires dans sa vie privée, sa famille, son domicile ou sa correspondance, ni d'atteintes à son honneur et à sa réputation. Toute personne a droit à la protection de la loi contre de telles immixtions ou de telles atteintes ».
Cependant la réputation en ligne fait partie des données personnelles agrégées, analysées, stockées et vendues par certains courtiers en données par exemple à partir de données de PayPal qui vend ou partage des données personnelles à plus de 600 tiers.

### En France
La gestion de l'e-réputation nécessite une réaction rapide pour minimiser l’impact des atteintes à son identité numérique. Selon la législation actuelle, la responsabilité de tous les acteurs peut être engagée : l'auteur du contenu, l’éditeur ou le distributeur de ce contenu, l’hébergeur s’il a eu connaissance du caractère illicite du contenu et qu’il n’a rien fait pour le supprimer ou le modifier. Plusieurs actions en justice sont possibles,
L’action en diffamation/injures : elles sont sanctionnées comme des abus de liberté d’expression car il y a atteinte à la personne. Le délai de prescription de l’action en diffamation publique est de trois mois à compter de la première diffusion.
L’action en dénigrement : souvent utilisée par les entreprises (atteinte à leurs produits). Le délai de prescription de l’action en dénigrement est de cinq ans à compter du jour de connaissance de l’atteinte.
Les atteintes aux droits de la personne résultant des fichiers ou des traitements informatiques : fait de traiter, stocker des données personnelles sans le consentement de la personne (CNIL : droit de rectification, d’accès, de suppression).
Le choix du motif retenu pour porter plainte est important puisqu'il conditionne les textes de lois applicables, et surtout les délais de prescription, sachant qu'une requalification ne peut être engagée une fois la chose jugée.
Selon la qualification retenue, les textes relèveront du code civil, du code pénal, du code de la consommation, ou du code de la propriété intellectuelle.
S'appuyant sur les lois traditionnellement applicables à la presse ou au commerce, le corpus applicable a peu à peu été enrichi pour tenir compte de spécificités propres à Internet, telles que la rémanence des propos tenus, la plus grande diffusion et l'anonymat permis par cet outil, même si le recours au droit n'est pas toujours le meilleur moyen pour défendre son e-réputation. C'est le cas avec la Loi pour la confiance dans l'économie numérique (LCEN) qui permet de lever l'anonymat des intervenants en cas de suspicion d'actions contraires à la loi (insultes, diffamation, incitation à la haine raciale) et qui régit la publicité automatisée, avec les notions de opt-in et opt-out. L'ensemble des spécificités n'étant pas couverte par de nouveaux textes de lois, c'est quelquefois la seule jurisprudence qui permet de dégager les règles applicables[réf. nécessaire].
Les cas de diffamation concernent aussi bien des attaques en provenance de tiers, qu'en provenance de salariés de l'entreprise. En France, les propos tenus sur Facebook, pourtant initialement ressenti comme faisant partie de l'espace privé, sont régulièrement assimilés à des propos publics, et les commentaires de salariés imprudents régulièrement condamnés[réf. nécessaire]. Il en est quelquefois de même pour des diffamations envoyées par e-mail à des concurrents ou relations du dirigeant d'une entreprise, bien que la LCEN n'ait pas tranché sur le caractère public ou privé de ces correspondances, et que le Conseil Constitutionnel ait renvoyé en 2004 le problème aux juridictions concernées par son application.
Le dénigrement public, défini par le code civil (article 1382), s'applique lui de préférence à des atteintes à l'image des produits ou des marques, bien que la distinction avec la diffamation ne soit pas toujours simple à établir. Il peut être combiné ou non avec d'autres types de délits, tels ceux prévus par le code de la consommation, qui indique que « les pratiques commerciales déloyales sont interdites ». Il est toutefois nécessaire de rapporter en plus la preuve d'un préjudice, comme explicité dans le cas d'une entreprise de mise en relation par internet, en difficulté, qui avait fait l'objet d'une campagne de messages négatifs sur des forums en 2011.
Le chapitre VI, titre II livre II du code pénal prévoit toute une mesure d'articles de loi s'opposant à l'atteinte à la personnalité, qui concernent essentiellement les personnes physiques.
L'atteinte à la vie privée (article 226-1) concerne la reproduction de paroles ou de photos émises dans un cadre privé. L'atteinte à la représentation de la personne (article 226-8) réprime le cas de « montages réalisés avec les paroles ou l'image d'une personne sans son consentement, s'il n'apparaît pas à l'évidence qu'il s'agit d'un montage ou s'il n'en est pas expressément fait mention ».
La dénonciation calomnieuse (article 226-10) est hors du champ de protection de l'e-réputation, puisqu'elle ne concerne que des dénonciations adressées soit à un officier de justice ou de police administrative ou judiciaire, soit à une autorité ayant le pouvoir d'y donner suite ou de saisir l'autorité compétente, soit aux supérieurs hiérarchiques ou à l'employeur de la personne dénoncée. L'atteinte au secret professionnel (article 223-13) s'applique aussi à des diffusions qui auraient été faites via Internet, tout comme l'atteinte au secret des correspondances (article 226-15) (qu'il s'agisse de mails ou de reproduction de courriers).
Enfin, les atteintes aux droits de la personne résultant des fichiers ou des traitements informatiques (articles 226-16 à 24) incluant le fait de traiter, stocker des données personnelles ou des condamnations sans le consentement de la personne sont susceptibles d'être utilisées comme voie de recours.
L'article visant à protéger la vie privée permet entre autres de s'opposer à ce qu'un lien soit fait entre un pseudonyme et l'identité réelle d'un tiers représenté par son nom de famille. Même si récemment un blogueur a obtenu gain de cause, et obtenu que son hébergeur retire ses données personnelles du site, les cas d'utilisation sont toutefois peu nombreux, puisqu'à début 2012, seuls deux cas sur ce critère précis auraient été recensés comme aboutissant à un résultat positif, le premier concernant une personne de l'église de scientologie citée sur un blog[réf. nécessaire]. Car cette procédure présente l'inconvénient d'avoir un effet inverse à celui recherché, le nom du requérant étant alors assez facilement repris dans la presse[réf. nécessaire]. Dans ce cas, qui cumulait atteinte à la vie privée et diffamation, c'est l'article relatif à la protection de la vie privée qui a permis au blogueur d'obtenir gain de cause, le cas de diffamation remontant à plus de trois mois, et étant donc prescrit,.
L'usurpation d'identité peut elle aussi porter gravement atteinte à l'image d'un tiers. La notion est quelquefois détournée, et utilisée pour lutter contre la parodie, comme dans un cas de février 2012 où l'équipe de campagne de Nicolas Sarkozy a obtenu le retrait de comptes Twitter parodiques de Nicolas Sarkozy,. À l'inverse, s'agissant de personnes connues de façon notoire par un pseudonyme, cette loi est quasiment impossible à faire respecter, surtout lorsque les sites relayant ces usurpations sont localisés à l'étranger[réf. nécessaire].

## Dimension marketing

### Marketing électronique
Le marketing électronique ou le marketing sur Internet sert à gérer une présence sur la toile et un rapport à l'internaute et aux communautés qu'il constitue.

### Métiers de l'e-réputation

#### Community management et Social Media Management
Le community management favorise contact avec les communautés de consommateurs potentiels. Quatre types d'acteurs existent dans la sphère marketing de l'e-réputation : le pure player (agences spécialisées en e-réputation), l'agence de communication qui a développé des offres dédiées à l'e-réputation, l'agence web social spécialiste des contenus et conversations en ligne et, enfin, les éditeurs de logiciels de veille aidant à la gestion de la réputation sur internet.

#### Modération et détection
Si le community management émerge comme la partie émergée de l'édifice, la gestion de communautés par ses contenus avec, notamment, la modération, contribue grandement au façonnage de l'e-réputation en jouant sur différents plans : image du propriétaire des espaces entretenus et modérés, fréquentation des espaces de discussion, cohérence éditoriale, optimisation des algorithmes des réseaux sociaux notamment.

#### Veille e-réputation
Composante essentielle du dispositif, la veille est présente à tous les niveaux de l'analyse, de la prise de décision et de l'action en matière d'e-réputation 
- Dans le travail d'audit préalable (audit e-réputation) qui dresse un état des lieux de la présence en ligne ;
- Dans la restitution régulière de la réputation, sous forme de notes de veille ou de synthèses e-réputation plus complètes ;
- Dans le suivi régulier des points de vigilance et des opportunités, grâce à un dispositif d'alerting[28].

#### Autres pratiques
Depuis le passage au web 2.0, avec l'influence grandissante et quasi incontrôlable des buzz internet, toute une communauté de sites d'audit/conseil s'est développée. Il est maintenant aisé de pouvoir s'acheter des amis Facebook ou bien des « like » sur ce réseau pour gonfler artificiellement la page de son entreprise, association ou profil, ceci dans le but évident d'augmenter sa visibilité sur internet et de lancer des mouvements marketing et publicitaires. D'autres sites proposent un suivi personnalisé pour rebâtir son image, assurer la protection de sa vie privée, et essayer de faire disparaître certaines pages sur internet (suppression de liens, noyade, etc.). Il s'agit de gérer le côté négatif engendré par cette course à la notoriété sur internet, qui reste plus compliqué à contrôler. Les problèmes de la persistance de la mémoire internet et de la véracité des informations qui circulent demeurent les principaux obstacles pour parfaire le contrôle de l'e-réputation.

### Stratégies marketing et de communication
Le pouvoir du consommateur a considérablement augmenté, pour preuve la prise en compte des avis de consommateurs, les forums et l’utilisation des réseaux sociaux numériques par les entreprises qui comprennent qu’en ayant un profil « Facebook », elles se rapprochent de leur cible, créent du lien et donc « fidélisent ». Ces nouveaux outils permettent aux entreprises de jouer sur les deux tableaux : individuel (customisation) et collectif (communauté de marque).
L'enjeu pour les entreprises est de communiquer de façon cohérente au niveau de la communication institutionnelle et de la communication commerciale, ce qui pouvait avant être dissocié. Ainsi la frontière entre la gestion des relations publiques et des relations client disparaît avec Internet.

### Outils et modèles utilisés
Les communautés de marque sont un effet du développement des NTIC. Les stratégies de communication sur Internet n'étaient au début qu'une reproduction des plans de communication classiques, l'apparition de la notion de web 2.0 induit le fait que la marque peut et doit désormais être défendue par ses communautés.
L’intérêt de ces communautés pour le marketing est considérable puisque « les passionnés dans ces tribus de marque deviennent, comme dans les religions, des apôtres qui répandent la bonne parole »[réf. nécessaire]. L’impact des avis de consommateurs via les forums et leur pouvoir dans le buzz marketing sont donc considérables, car l'expérience d'autrui et la comparaison sont au cœur de l'univers du web 2.0, c'est pourquoi il semble nécessaire de mettre en place un « marketing social ». Ici on pourrait même parler de conditionnement par les marques via la création de communautés, c'est-à-dire qu’en créant ces dernières, elles conditionnent le futur comportement des consommateurs en proposant des promotions, des séries limitées ou des avantages. Ainsi, la fidélisation à la marque est presque directe et en tous cas plus intense et plus sincère du fait de l’investissement personnel des membres (consommateurs) dans le développement de la communauté elle-même. Bernard Cova parle également de fidélisation via les communautés de marques par opposition à une autre marque et à sa communauté. Cependant, d’après O’Guinn et Muñiz (2004), le pouvoir des communautés de marques peut constituer une menace pour l’entreprise qui peut perdre le contrôle marketing et le contrôle de son image de marque et donc de sa notoriété. Cependant elles restent une occasion de développement dans le sens où, puisqu’elles peuvent facilement donner une bonne image de marque et donc influencer la notoriété de l’entreprise, elles constituent un mode de communication hors média, informel et accessible aux petites et nouvelles entreprises.
Le marketing viral ou buzz marketing est également un des rouages de l'e-réputation. Il est le vecteur par lequel se forge ou s’effrite l'e-réputation, les internautes en sont les relais principaux. En effet, considéré comme l’équivalent du bouche à oreille sur Internet, il devient un des outils préféré des entreprises et des marketeurs. D’ailleurs, selon la Harvard Business Review, « Le bouche à oreille influence 67 % de toute l’économie, l’achat d’un véhicule est conditionné à 71 % par le bouche à oreille ». On comprend alors l’impact potentiel du buzz marketing dans les modes de consommations notamment et dans la diffusion d’une idée.

### Assurance e-réputation
Employé pour divers types d'intervention, ce terme regroupe notamment deux réalités : 
- La dimension liée à la prestation de compagnie d'assurance : en 2009, un assureur français lance un produit d'assurance à destination des entreprises, et depuis 2011, plusieurs assureurs, alliés à des agences de e-réputation, proposent divers produits d'assurances à destination des particuliers, couvrant une partie des risques encourus dans le cadre de la vie personnelle, avec plusieurs clauses d'exclusion. En Angleterre, le marché des entreprises attirerait la convoitise des assureurs qui y développent de nombreuses offres, selon un site commercial destiné à la profession[31].
- La dimension liée à la veille active de la réputation en ligne par les agences et sociétés spécialisées en veille e-réputation. A l'aide d'outils dits de social listening  ou social media monitoring, les chargés de veille vont suivre en continu les contenus du web social liés à la notoriété en ligne de leur client pour prévenir les "départs de feu", anticiper et, parfois, éviter les crises.

## Impact d'une e-réputation et sa gestion

### Lien entre réputation numérique et identité
Pour les individus, les réseaux sociaux peuvent être un moyen de se valoriser pour leur carrière professionnelle. « Communiquer en ligne sous sa réelle identité est le seul moyen de profiter d’une notoriété web dans la vie quotidienne et de valoriser son expertise dans la vie réelle. De plus, cela permet d’être retrouvé par nos contacts personnels et professionnels ».
Cependant, selon une étude réalisée par Laïla Benraïss-Noailles (maître de conférence et professeur à l’université de Bordeaux) ainsi que trois autres auteurs, l’impact de la réputation traditionnelle (bouche-à-oreille), sur l’attractivité de l’entreprise en tant qu’employeur, reste relativement fort par rapport à celui de l’e-réputation. Selon elle, « Quand il provient des salariés actuels, en poste, le bouche-à-oreille serait, pour les candidats potentiels, une source plus fiable d’information sur les conditions de travail et les opportunités d’emploi ».

### Pour les particuliers
Aujourd’hui, la gestion de l'e-réputation est susceptible de concerner tous types d'entités : citoyens peu connus, personnalités célèbres pour leur exposition médiatique ou leur engagement politique, mais aussi entreprises et marques. La découverte de l'e-réputation est apparue avec le phénomène de la « googlisation » (action de scruter proches, collègues et soi-même sur Google) autant pour les particuliers que pour les marques ou les personnalités connues grâce aux autres médias, c’est notamment par eux qu’arrivent les premiers scandales sur Internet. Par exemple, Kate Moss a engagé en 2011 un responsable de sa réputation sur le net, ce qui a déclenché une offre de services de ce type aux États-Unis principalement. À travers l’identité virtuelle, les individus se vendent, à l’image des entreprises souhaitant gagner des parts de marchés en réalisant des jeux-concours ou des campagnes afin être davantage visibles sur les réseaux. Les internautes se mettent en scène pour conquérir de nouveaux fans et accroître leur visibilité.
Quelques compagnies d'assurance ont proposé une offre, au début des années 2010, s'adressant aux particuliers, et visant à protéger contre les risques de la vie numérique : atteinte à l'e-réputation, usurpation d'identité, utilisation frauduleuse des moyens de paiements, litiges avec des e-marchands,…,.

### Pour les professionnels
D’après Anthony Poncier, ce serait « l’avènement de la société de l’information » qui rend stratégique la gestion de l’image d’une société et cela en raison du développement du web 2.0 qui a mené à une multiplication des supports de partage pour les internautes.
L’objectif est de mettre en place une stratégie en utilisant divers outils (comme les réseaux sociaux par exemple) afin d’être présent au sein d’une masse d’information ou les clients sont maintenant des « consomm’acteurs », mais aussi surtout de se protéger contre les effets néfastes de univers qualifié « d’infobésité ». Comme l’explique Benjamin Rosoor, la priorité va être de « défendre son identité numérique ».

### Danger

#### Poursuites judiciaires
Elles peuvent s’avérer contre-productives, inutiles, ou bien même dangereuses, comme l'ont appris à leurs dépens certaines marques ayant choisi d’attaquer en justice des auteurs de blogs, agacées par les propos négatifs les concernant qu'ils diffusaient. Souvent ces entreprises perdent sur différents niveaux : non seulement d’un point de vue judiciaire, car les tribunaux reconnaissent un droit à la liberté d'opinion et d'expression, mais aussi du point de vue de leur image, car elles passent pour des marques qui veulent priver les internautes de leur droit à la parole.
Cette stratégie peut provoquer un « effet Streisand », en référence à la duplication de la photographie de la maison de Barbra Streisand par des internautes à la suite de sa demande de retrait sur Internet. Plus on essaye de cacher une information, plus des internautes peuvent chercher, prendre plaisir vouloir la propager ou connaitre..
Le Web affectif : Une économie numérique des émotions
Le Web affectif est un concept récent qui désigne l'exploitation des émotions humaines par les plateformes numériques et les entreprises en ligne. Ce concept repose sur l'idée que nos affects, comme la joie, la peur, la tristesse ou la colère, influencent nos comportements en ligne et peuvent être utilisés pour nous manipuler et nous inciter à consommer,.